# Фернандо Гвідічеллі
Фернандо Рубенс Пасі Гвідічеллі (порт. Fernando Rubens Pasi Giudicelli, 1 березня 1906, Ріо-де-Жанейро, Бразилія — 28 грудня 1968, там само) — бразильський футболіст, що грав на позиції півзахисника за декілька бразильських та європейських клубів, а також національну збірну Бразилії.

## Клубна кар'єра
У футболі дебютував 1924 року виступами за команду «Америка»  з Ріо-де-Жанейро, в якій провів три сезони. 
Своєю грою за цю команду привернув увагу представників тренерського штабу клубу «Флуміненсе», до складу якого приєднався 1927 року. Відіграв за команду з Ріо-де-Жанейро наступні чотири сезони своєї ігрової кар'єри. Більшість часу, проведеного у складі «Флуміненсе», був основним гравцем команди.
Згодом з 1931 по 1935 рік грав у складі «Торіно», «Янг Фелловз», «Америка», «Бордо», «Спортінг» та «Реал Мадрид».
Після чемпіонату світу півзахисника запросив клуб з його історичної батьківщини - «Торіно», чемпіон (1928) і віце-чемпіон (1929) Італії. Фернандо дав згоду, і 20 жовтня 1931 дебютував у складі туринців. За них бразилець провів два сезони і в 1933 році відправився спочатку до Швейцарії, а потім до Франції, грати за «Бордо». Потім півзахисник недовго грав за лісабонський «Спортінг», за який провів лише 3 товариські гри, проти «Бенфіки», «Порту» і «Сетубалу» і мадридський «Реал». Він став першим бразильцем в історії «Королівського клубу». За іспанську команду гравець провів лише одну гру - 15 січня 1935 року з «Расінгом» (2:4). Завершив кар'єру в клубі «Антіб», де виступав протягом 1936—1937 років. 
Після закінчення кар'єри повернувся додому в Ріо, де спокійно доживав свої дні. Помер він 28 грудня 1968 року у віці 62-х років.

## Виступи за збірну
1930 року дебютував в офіційних матчах у складі національної збірної Бразилії. Протягом цього року провів у її формі 3 матчі.
Зокрема, був учасником чемпіонату світу 1930 року в Уругваї де зіграв з Югославією (1:2) і з Болівією (4:0) . Третій матч - товариська гра зі збірною Югославії (4:1).